# Фантайе Сирак
Фантайе Сирак (англ. Fantaye Sirak; род. 17 декабря 1963) — эфиопская легкоатлетка, выступавшая в беге на средние и длинные дистанции, марафонском беге и кроссе. Участница летних Олимпийских игр 1980 года, бронзовый призёр чемпионата Африки по марафону 1994 года. Первая женщина, представлявшая Эфиопию на Олимпийских играх.

## Биография
Фантайе Сирак родилась 17 декабря 1963 года.
В 1980 году вошла в состав сборной Эфиопии на летних Олимпийских играх в Москве. В беге на 800 метров заняла в четвертьфинале последнее, 7-е место, показав результат 2 минуты 8,62 секунды и уступив 6,56 секунды попавшей в полуфинал с 4-го места Кристине Боксер из Великобритании.
Фантайе Сирак стала первой женщиной, представлявшей Эфиопию на Олимпийских играх.
Дважды участвовала в чемпионатах мира по бегу по пересечённой местности. В 1986 году в Коломбьере заняла 85-е место на дистанции 4,65 км. В 1987 году в Варшаве стала 93-й на дистанции 5,05 км.
Дважды выступала на чемпионатах мира по полумарафону. В 1993 году в Брюсселе заняла 32-е место с результатом 1 час 13 минут 47 секунд. В 1994 году в Осло финишировала 44-й (1:14.00).
В 1994 году стала бронзовым призёром чемпионата Африки по марафону в Абиджане (3:19.05).
В 1995 году участвовала в Кубке мира по марафону в Афинах, заняла 37-е место (2:48.21).

## Личный рекорд
- Бег на 800 метров — 2.08,62 (24 июля 1980, Москва)[2]